# Muppets Tonight
Muppets Tonight ist eine in den 1990er Jahren produzierte Nachfolgesendung der Muppet Show. Sie wurde von Jim Hensons Sohn Brian Henson und Frank Oz entwickelt. Von der Sendung wurden 22 Folgen produziert. In Deutschland zeigte RTL die Sendung ab dem 22. März 1998.

## Inhalt
Während die Muppet Show eine Varieteeshow war, war Muppets Tonight! eine Late-Night-Show. Auf Grund des Todes von Jim Henson und Richard Hunt wurden viele Puppen, die sie gespielt haben, entfernt oder in den Hintergrund gestellt. So wurde Kermit eine Art Produzent hinter den Kulissen, und Moderator der Show wurde die neue Figur Clifford. Wie bei der Vorgängersendung trat auch hier in jeder Sendung mindestens ein Stargast auf, in einigen auch mehrere.
Waldorf und Statler kommentierten das Geschehen nicht aus dem Publikum, sondern aus dem Wohnzimmer oder anderen Orten, an denen sie die Show mit einem Fernseher beobachten.

## Neue Charaktere
- Clifford: ein violetter Muppet mit roten und violetten Rastalocken, der durch einen Zufall Moderator der Sendung wird. Als keiner sich freiwillig zum Moderator meldet und alle wegrennen, telefoniert Clifford mit seiner Freundin. Da er als einziger noch da ist, ernennt Kermit ihn zum Moderator. Er trägt häufig Sonnenbrille und ist ein lässiger Typ, der sagt, dass was auch immer passiert, man Spaß an der Sache haben soll. Eine ältere Clifford-Puppe ist kurz im Musikvideo She drives me crazy von Kermit und Miss Piggy zu sehen.

- Rizzo die Ratte: kam zum ersten Mal im Film Die Muppets erobern Manhattan vor. Bei Muppets Tonight! ist er Cliffords Assistent.

- Johnny Fiama und Sal: Ein Schlagersänger, eine Parodie auf bekannte Sänger wie Frank Sinatra oder Tony Bennett. In der Folge, in der Tony Bennett zu Gast ist, sagte Johnny, dass er Fan von ihm sei und darf im Finale mit ihm ein Duett singen. Johnny wird immer von seinem Bodyguard, dem Affen Sal begleitet, welcher ihn als seinen besten Freund bezeichnet, aber manchmal auch unter Johnnys Egoismus zu leiden hat.

- Bobo der Bär: ein großer Braunbär, der seit der dritten Folge im Vorraum des Studios am Empfang als Sicherheitsarbeiter aufpasst und niemanden reinlässt, der nicht auf der Gästeliste steht. Außerhalb von Muppets Tonight ist er kein Sicherheitsbeamter. Im Film Muppets aus dem All verkörpert er einen der Bösen (Rentro), welcher sich aber am Ende als gutherzig entpuppt. Im Film Die Muppets ist Bobo (gemeinsam mit Onkel Tödlich) Assistent von Tex Richman, einem Gegenspieler der Muppets. Auch dort merkt man, dass Bobo keiner der Bösen ist.

- Andy und Randy: Die Neffen von Miss Piggy, die häufig ungeschickt und unüberlegt handeln.

- Seymour der Elefant und Pepe der Shrimp: Seymour arbeitet eigentlich als Fahrstuhlführer, tritt aber manchmal auch als Sänger und Darsteller auf. Sein Freund Pepe (Pepe the Prawn), dessen voller Name Pepino Rodrigo Serrano Gonzales lautet, ist ein Spanischer Shrimp und hält sich für unwiderstehlich. Zusammen wollen sie Komödianten werden, werden jedoch vom Publikum nicht akzeptiert, weil ihre Witze nicht verstanden oder nicht als witzig akzeptiert werden. In der zweiten Staffel haben sie eine Cafeteria neben dem Studio, in der sich auch die Stargäste zwischendurch aufhalten.

## Produktion und Veröffentlichung
Die Serie wurde 1996 bis 1998 von Jim Henson Productions unter der Regie von John Blanchard produziert.
Unter anderem traten folgende Gaststars auf:
- Michelle Pfeiffer
- Billy Crystal
- Tony Bennett
- Cindy Crawford
- Sandra Bullock
- Jason Alexander
- Prince
- Pierce Brosnan
- Whoopi Goldberg

Die Serie wurde in zwei Staffeln zwischen 8. März 1996 und 8. Februar 1998 ausgestrahlt. Die ersten zehn Folgen wurden 1996 bei ABC gezeigt, die anderen 12 beim Disney Channel 1997/98. BBC1 strahlte die Serie in Großbritannien aus.